# من عاشق بهار هستم
من عاشق بهار هستم (به هندی: Aashiq Hoon Baharon Ka) فیلمی محصول سال ۱۹۷۷ و به کارگردانی جی. اوم پراکاش است. در این فیلم بازیگرانی همچون راجش خانا، زینت امان، دنی دنزونگپا، نادره، اوم پراکاش، رحمان و آسرانی ایفای نقش کرده‌اند.